# Godefridus Sittartz
Godefridus Sittartz (* 1650 in Kempen am Niederrhein; † 1718 in Köln) war als Jesuit und Superior der Jesuitenniederlassung in Arnsberg in der Volksmission im Sauerland tätig.

## Leben
Sittartz wurde 1650 in Kempen geboren. Er besuchte das Gymnasium Tricoronatum in Köln und trat 1670 in Trier in den Jesuitenorden ein. 1684 wurde er nach Arnsberg in die Sauerlandmission versetzt. Er veröffentlichte 1703 in Köln die Schrift „Trutz Mayer“ gegen den lutherischen Prediger und Professor Johannes Friedrich Mayer. Ein weiteres Werk beinhaltete Predigten zum apostolischen Glaubensbekenntnis. Basierend auf seinen Kenntnissen der Gegend erstellte er eine Landkarte des Herzogtums Westfalen für die sogenannte Volksmission und ließ sie 1706 in Nürnberg drucken. Eine weitere Schrift mit dem Titel „Helmstädtisches Bekanntnus“ veröffentlichte er 1707. Außerdem verfasste er 1716 im Auftrag des Kölner Generalvikars eine Wegbeschreibung für die anstehende Generalvisitation im Herzogtum Westfalen. Er starb 1718 in Köln.